# Grenade de 40 mm

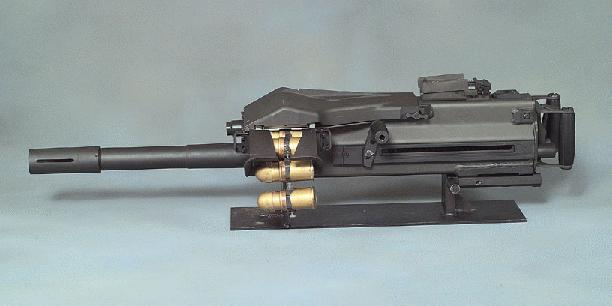
Lance-grenades lourd Mk 19, sans son trépied ni son magasin.

Les grenades de 40 mm ont été développées dans les années 1960. Il s'agit d'une munition explosive encartouchée de calibre moyen, pouvant être tirée depuis un canon spécifique. Les grenades de 40 mm existent en plusieurs versions, pour les armes légères et les armes lourdes.
Les premières armes légères destinées à tirer des grenades de 40 mm étaient des armes spécifiquement destinées à cet usage ; le soldat qui opérait avec cette arme se trouvait néanmoins assez vulnérable, car il ne possédait en général qu'un pistolet comme arme de défense. Pour remédier à ce problème, l'armée américaine se dota du M203, un lance-grenades léger destiné à être fixé sous un fusil d'assaut. De nombreuses armes reprennent maintenant ce principe.

## Description

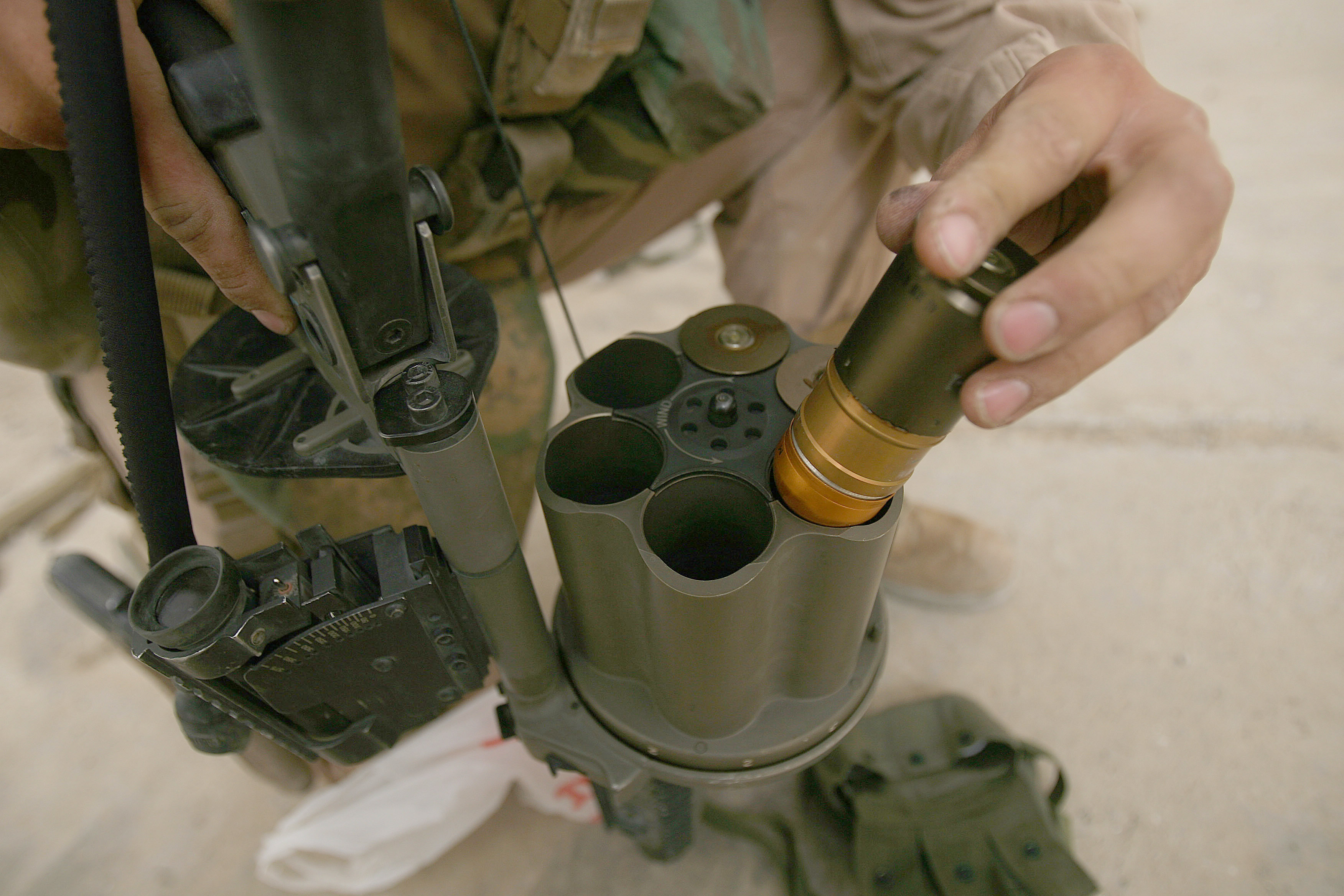
Marine américain en train de recharger un lance-grenades léger M32 MGL.

La grenade de 40 mm ressemble à une grosse cartouche, qui comporte une douille et un projectile. La grenade étant particulièrement lourde pour être tirée d'une arme légère, elle doit être propulsée à une allure modérée par un système de haute/basse pression. La douille comprend ainsi une capsule dans laquelle la poudre est contenue. Quand le tir est déclenché, les gaz s'échappent de la capsule par une série de lumières d'un diamètre limité, qui empêchent leur expansion trop rapide. Le projectile est alors propulsé plus progressivement et le recul est moins brutal.
Les grenades de 40 mm sont stabilisées par rotation, provoquée par les ceintures serties sur la circonférence du projectile. Le détonateur est armé par la rotation du projectile, ce qui empêche la grenade d'exploser avant d'avoir parcouru une quinzaine de mètres environ. Tout comme pour les grenades à fusil, certaines grenades de 40 mm sont munies d'un système de mise à feu déclenchant la munition à l'impact, ce qui a permis d'en développer des versions antichar dotées d'une charge creuse.

## Types de grenades

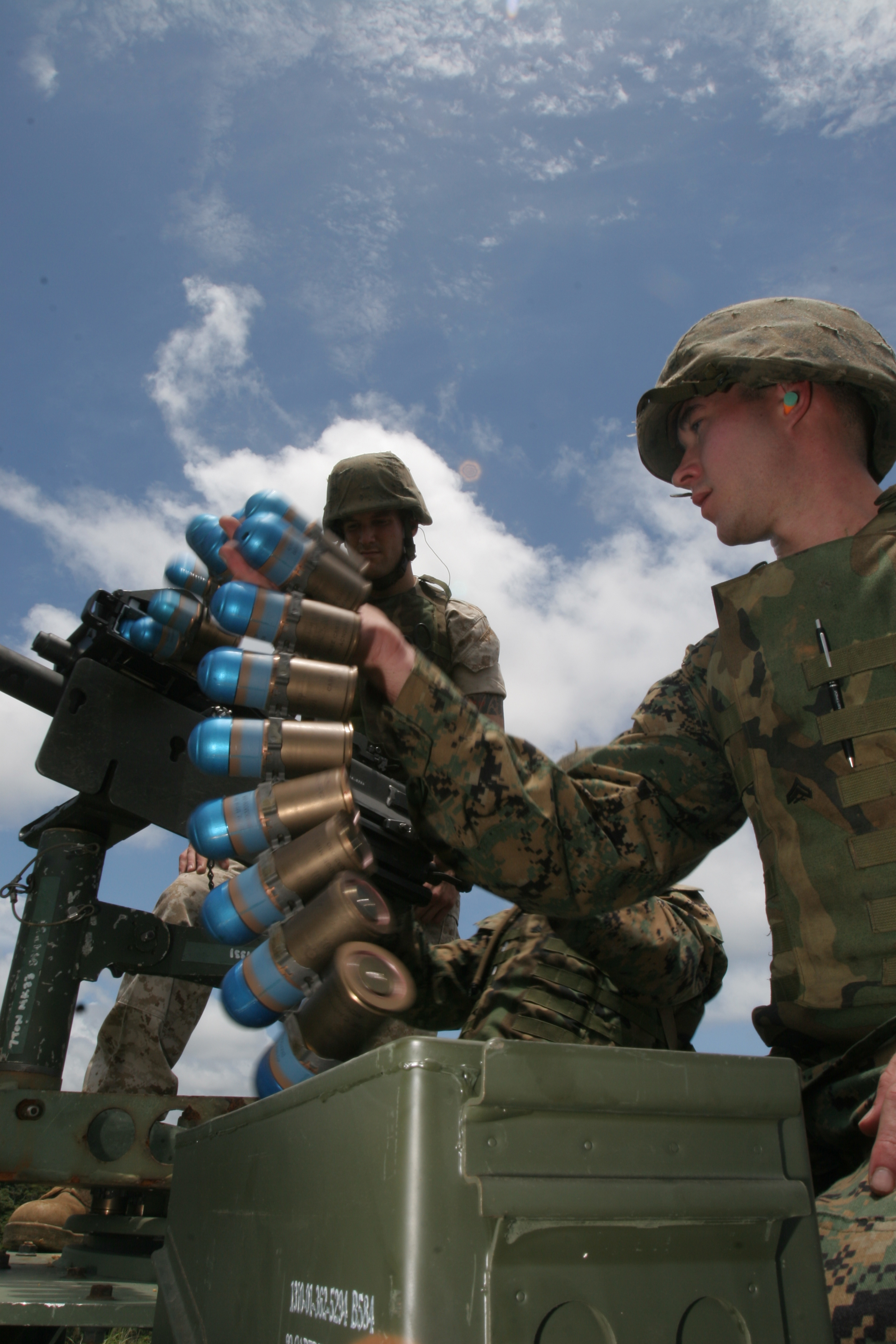
Marines en train d'insérer une bande de grenades 40 × 53 mm dans un lance-grenades lourd Mk 19.

Les grenades de 40 mm existent en versions basse et haute vélocité. Les premières sont les 40 × 46 mm basse vélocité, qui sont destinées à être tirées depuis un lance-grenades léger. Les secondes sont les 40 × 53 mm haute vélocité, qui sont destinées à être tirées depuis des armes lourdes. Les deux munitions ne sont pas interchangeables.
Les grenades 40 × 46 mm sont utilisés dans des lance-grenades légers (portatifs ou modulaires), tels que le M79, le M203 et le lance-grenades multiple Milkor MGL. Elles ne sont pas plus puissantes que les grenades à main.
Les grenades 40 × 53 mm, plus puissantes, sont utilisées dans les lance-grenades lourds posés sur trépied ou montés sur tout type de véhicule. Ces lance-grenades sont souvent des armes automatiques, comme le Mk 19, le Heckler & Koch GMG ou le Vektor Y3 AGL (en). Dans ces armes, les munitions sont assemblées en bandes par des maillons auto-détachables (bandes métalliques ou plastiques).
Les 40 × 53 mm sont également utilisées dans certains systèmes de lance-grenades pour hélicoptères. Ces systèmes sont alimentés électriquement, et la mise à feu est également assurée électriquement [réf. nécessaire].
La munition 40 × 51 mm ERLP, pour Extended Range Low Pressure (basse pression, portée allongée), est une nouvelle grenade développée par Ripple Effect en 2007, pour son nouveau lance-grenades XRGL40. Cette munition a l'avantage de pouvoir être tirée plus loin que la 40 × 46 mm (800 m au lieu de 375 m), pour une même pression dans le canon (Le XRGL40 est chambré pour cette nouvelle grenade, mais il est toujours possible de tirer des 40 × 46 mm avec).
Il existe d'autres calibres de grenade, soit développés par les pays du pacte de Varsovie, soit pour le maintien de l'ordre (grenade de 37 mm). Ces dernières sont moins puissantes pour limiter leur dangerosité en cas de tir tendu, et dispersent bien souvent des agents irritants.